# SK Innovation
SK Innovation — южнокорейская нефтегазовая компания. Входит в SK Group. В списке крупнейших компаний мира Forbes Global 2000 за 2022 год заняла 804-е место (274-е по размеру выручки, 858-е по активам и 1150-е по рыночной капитализации).
Образована 1 июля 2007 года отделением нефтеперерабатывающего бизнеса от SK Inc. Помимо нефтепереработки и продажи нефтепродуктов занимается также производством литий-ионных аккумуляторов для электромобилей.

## История
Korea Petroleum Corporation (Нефтедобывающая корпорация Кореи) была основана в 1962 году как совместное предприятие Gulf Oil и правительства Южной Кореи. В 1980 году долю Gulf Oil купила группа Sunkyong (сокращённо SK), специализировавшаяся на производстве синтетических тканей; вскоре она приобрела и долю правительства. В 1982 году компания была переименована в Yunkong Co., а в 1984 году её акции были размещены на Корейской фондовой бирже. С 1988 года компания начала добывать нефть в Йемене и импортировать её в Корею. В 1996 году компания начала добычу нефти в Перу, а в 1998 году — во Вьетнаме. В 1998 году Yukong сменила название на SK Corporation. В 2006 году была куплена другая корейская нефтяная компания Incheon. В 2012 году начал работу завод компании по производству аккумуляторных батарей.

## Деятельность
Основные подразделения по состоянию на 2021 год:
- Нефть — добыча, импорт и переработка нефти, выручка 29,6 трлн вон;
- Нефтехимия — производство нефтехимической продукции, выручка 9,5 трлн вон;
- Смазочные материалы — выручка 3,4 трлн вон;
- Литий-ионные аккумуляторы — выручка 3,3 трлн вон.

По размеру выручки основными рынками являются Республика Корея (27,3 трлн вон), остальная Азия (16,2 трлн вон), Европа (1,6 трлн вон), США (1,7 трлн вон).
Доказанные запасы углеводородов составляют 510 млн баррелей, среднесуточная добыча — 55 тыс. баррелей. Добыча нефти и газа ведётся в Перу, Вьетнаме, США, Йемене, Омане, Катаре, Ливии и КНР.